# 기후현 도서관

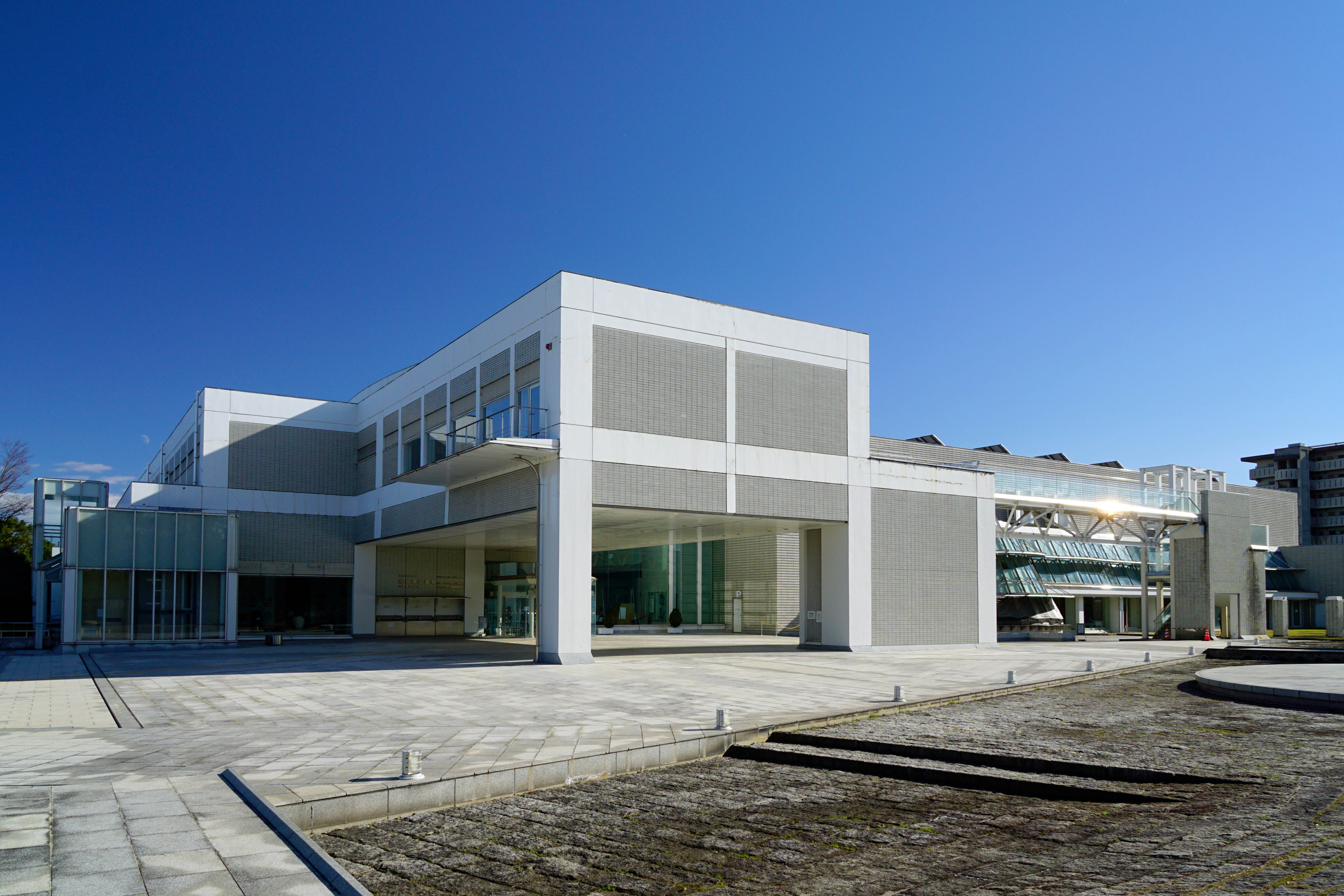
기후 현 도서관

기후 현 도서관(일본어: 岐阜県図書館 기후켄토쇼칸[*])는 기후현 기후시에 위치한 도서관이다.